# Das Haus der schlafenden Schönen
Das Haus der schlafenden Schönen ist ein deutsches Filmdrama aus dem Jahre 2006. Die Hauptrolle spielt Vadim Glowna, der zugleich auch Regie führte.
Der Film ist eine Adaption des Romans Die schlafenden Schönen des japanischen Literaturnobelpreisträgers Yasunari Kawabata.

## Handlung
Edmonds Frau und seine Tochter kommen bei einem schweren Autounfall ums Leben. Edmond nimmt an, dass es sich dabei um Selbstmord handelte und gibt sich selbst die Schuld am Tod seiner Familie. Um Edmond aus seiner Depression zu holen, empfiehlt sein Freund Kogi ihm das Haus der „schlafenden Schönen“. Das von der „Madame“ geführte Etablissement ist ein illegaler Privatclub, in dem strenge Regeln herrschen: keine Vergewaltigung, kein Kontakt mit wachen Frauen und keine Fragen.
Edmond besucht den Club immer öfter und verbringt so Nacht für Nacht neben einer narkotisierten Frau. Er berührt sie, streichelt sie und beleckt sie, was ihn zwar erregt, aber nie wirklich befriedigt. Er spricht mit den schlafenden Frauen über den Tod und über die Frauen, vornehmlich über seine Mutter. Edmonds Sucht nach dem Ort wächst. Ebenso sein Verlangen, die Regeln zu brechen sowie seine Todessehnsucht.
Derweil häufen sich im Haus der schlafenden Schönen mysteriöse Todesfälle von Frauen, deren Leichen kurzum im Fluss entsorgt werden. Dennoch legt „Madame“ Edmond immer neue Frauen ins Bett.

## Kritiken
„Die neue Regiearbeit des auch als Schauspieler bekannten Vadim Glowna ist eine Adaption des japanischen Romans ‚Die schlafenden Schönen‘ von Yasunari Kawabata. Ihm gelingt es, dessen poetisch-melancholischen Stil zu bewahren. Eine Altherrenphantasie, düster, eigen, betörend fremdartig – komponiert mit sorgfältigen Bildern, gespeist aus einer dunkel-gedeckten Farbpalette.“

„Die Handlung wurde aus einem zeitlosen Japan ins aktuelle Berlin verlegt, wobei der Film nie ganz klar macht, worin der
Reiz bestanden haben mag, dies zu tun. Ferner hat Glowna den matriarchalen Subtext der Vorlage durch Thriller-Elemente in eine andere Richtung gelenkt. […] Vom ersten Moment, vom ersten Ton der getragenen, jazzigen Filmmusik an senkt sich ein bleischwerer Vorhang aus Trauer, Einsamkeit und permanenter Reflexion auf die mitunter traumhaften Bilder. […] Das Szenario, das der Film entwirft, ist morbid, nicht frivol.“

## Sonstiges
Der Film wurde 2008 für die Auswahl des deutschen Oscar-Kandidaten angemeldet, musste sich aber Fatih Akıns Auf der anderen Seite geschlagen geben.